# Гебултув (Меховський повіт)
Гебултув (пол. Giebułtów) — село в Польщі, у гміні Ксьонж-Великі Меховського повіту Малопольського воєводства.
Населення — 219 осіб (2011).
У 1975-1998 роках село належало до Келецького воєводства.

## Демографія
Демографічна структура станом на 31 березня 2011 року:
|          | Загалом | Допрацездатний вік | Працездатний вік | Постпрацездатний вік |
| -------- | ------- | ------------------ | ---------------- | -------------------- |
| Чоловіки | 108     | 27                 | 63               | 18                   |
| Жінки    | 111     | 25                 | 51               | 35                   |
| Разом    | 219     | 52                 | 114              | 53                   |